# 春江院
春江院（しゅんこういん）は愛知県名古屋市緑区にある曹洞宗の寺院。山号は大高山（たいこうざん）。本尊は多宝如来。

## 歴史
寺伝によれば弘治2年（1556年）、大高城城主の水野大膳が父・水野和泉守の菩提を弔うために、尾張横須賀長源寺4世・峰庵玄祝を開山とし、父・和泉守を開基として創建。春江院の寺号は和泉守の法名「春江全芳禅定門」に由来するという。水野大膳は寺領15貫を寄進したが、のちに豊臣秀吉は寺領を20石扣と定めてそのうち14石9斗6升を年貢地に、残り5石4升を除地（年貢免除）とした。江戸時代には本堂などが再建された。

### 近代
1879年（明治12年）に書院が竹田庄九郎宅から移築、明治後期には茶室が築かれた。昭和に入ってからは庫裏と不老閣が建てられている。いずれの建物も戦災を免れて現存しており、2005年（平成17年）7月12日に境内に建つ7棟が国の登録有形文化財に登録された。寺は文人墨客との縁が深く、境内墓地には余延年、山口耕軒、下村丹山、下村實栗などの墓碑が置かれている。

## 文化財

### 本堂
棟札によれば文政13年（1830年）に竹中組9代当主だった竹中和泉の手で建てられたもので、入母屋造・正面向拝付・本瓦葺。間取りは六間取り（前後2列、各列に3室を配する）で前面に広縁を設けた方丈形式で、江戸時代後期の典型的な曹洞宗本堂とされる。妻飾の虹梁・蟇股・懸魚などに彫刻によって装飾が施されているが、それ以外は比較的に装飾が控えられている。

### 山門
本堂と同じく文政13年（1830年）に建てられた一間一戸薬医門で、屋根は切妻造，本瓦葺の屋根に二軒疎垂木。妻飾には大柄の板蟇股を用いており、虹梁・木鼻・蟇股に装飾が施されている。1944年（昭和19年）の昭和東南海地震によって倒壊したが、のちに再建された。

### 本玄関および書院
本堂の西側にある書院は天保元年（1830年）から慶応3年（1867年）にかけての間に有松絞りの開祖・竹田庄九郎宅に建てられたもので、床・棚・付書院のある12畳間と床付の18畳間の2部屋に広縁が付く。襖絵の「しらさぎ」は狩野派の狩野永秀によるもので、参勤交代の諸大名や公家の休息に使われていたが、1879年（明治12年）に移築された。書院と本堂を繋ぐ本玄関は廊下と和室で構成され，北面中央に式台を設けている。

### 茶室
明治時代に建てられた尾州久田流の開祖・西行庵下村實栗の作による草庵風茶室。切妻造・桟瓦葺の建物で、茶席は二畳台目、炉は向切とする。杉皮葺を格子状に組んだ竹で押さえて捨柱を立てた土庇のほか、棹縁天井の棹や化粧屋根裏の垂木や木舞など各所に竹を使っている。

### 鐘楼
慶応元年（1865年）に建てられた鐘楼は玉石で基壇を築き、その上に簓子下見板張の袴腰が組まれて回廊状に擬宝珠高欄を設置。組物は出三斗の詰組で二軒扇垂木、入母屋造・桟瓦葺、格天井の格間には彩色が施されている。

### 不老閣
1936年（昭和11年）に建てられた切妻造・下屋庇付の平屋建。床付8畳の一の間、4畳半の二の間があり、南と西に縁が付けられ、磨き丸太の床柱や床脇の網代天井のほか、縁の化粧屋根裏を丸垂木に木舞打とするなど数寄屋風の作りとなっている。

### 庫裏
1933年（昭和8年）に建てられた庫裏は切妻造・桟瓦葺で2階建。北東隅の吹抜土間の梁組や洋風の階段手摺などに特徴がある。

## ギャラリー

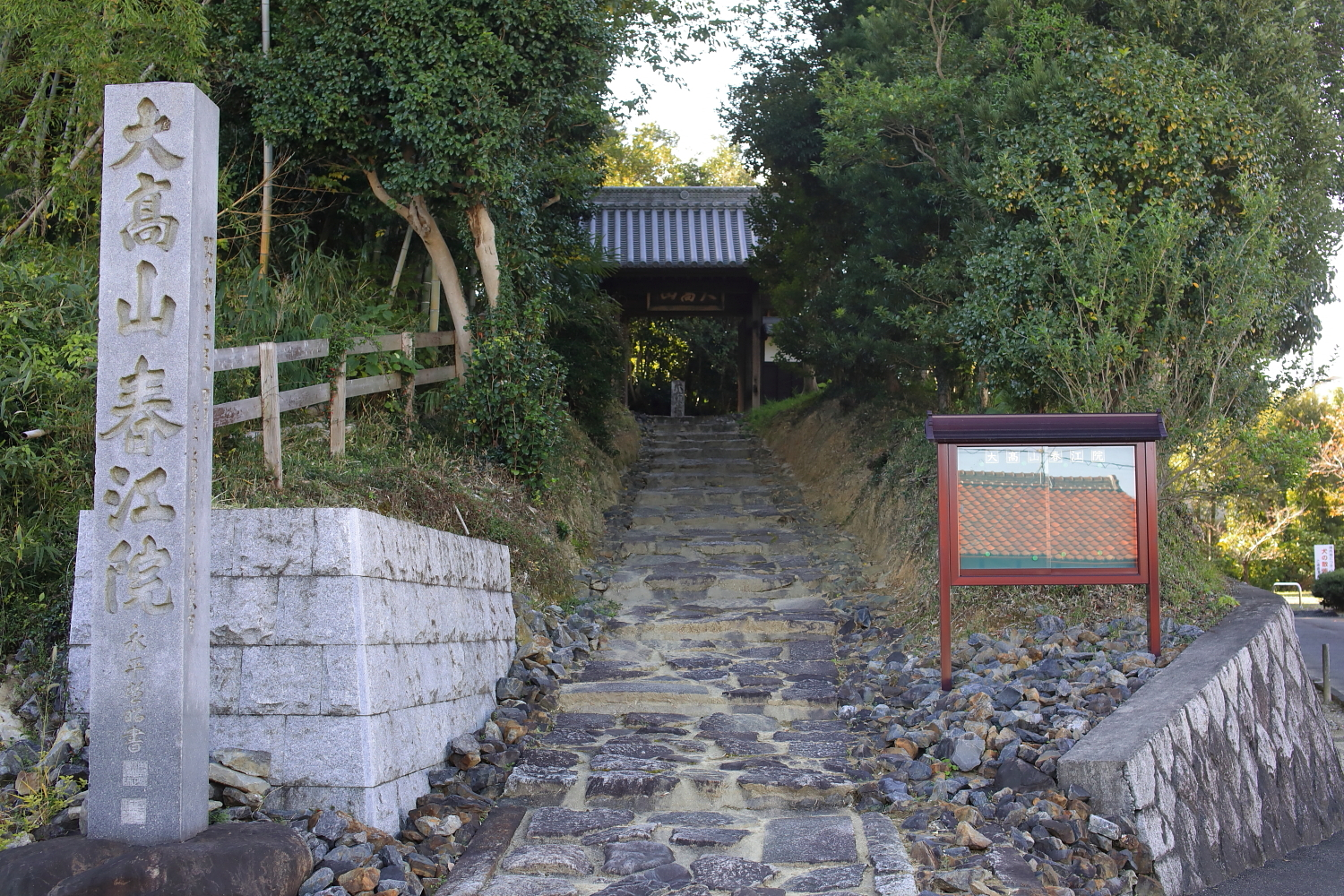
参道 （2020年（令和2年）11月）
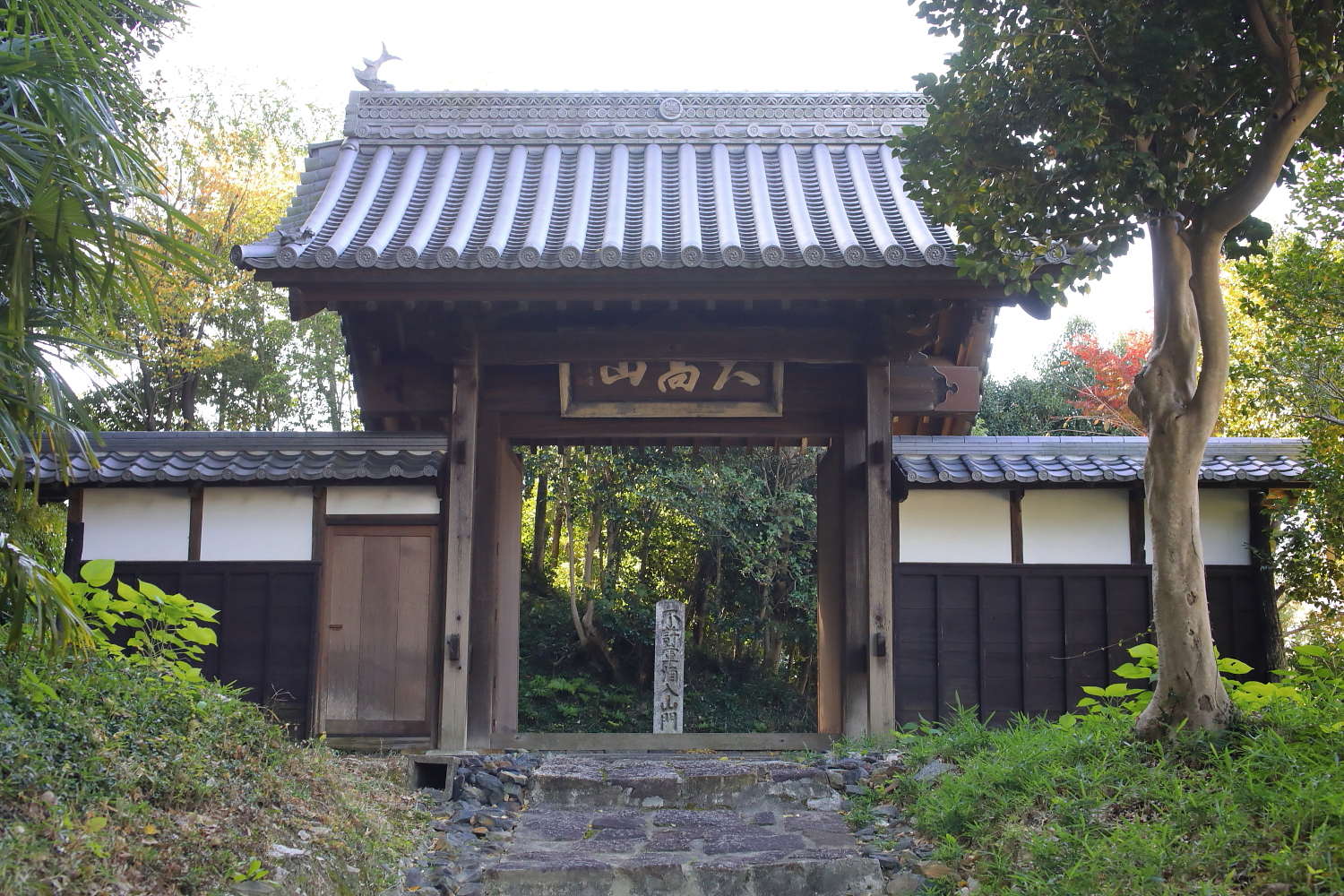
山門 （2020年（令和2年）11月）
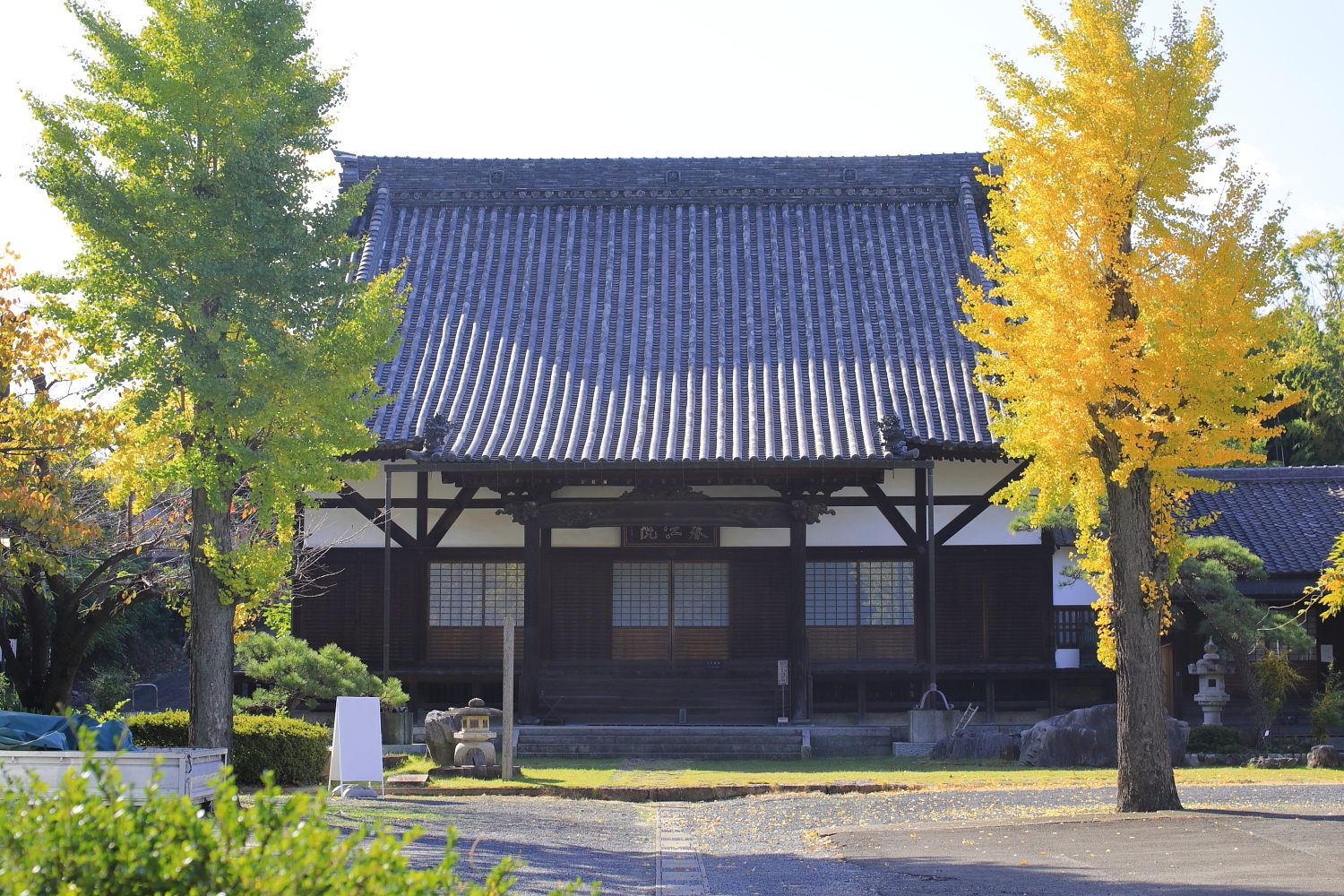
本堂 （2020年（令和2年）11月）
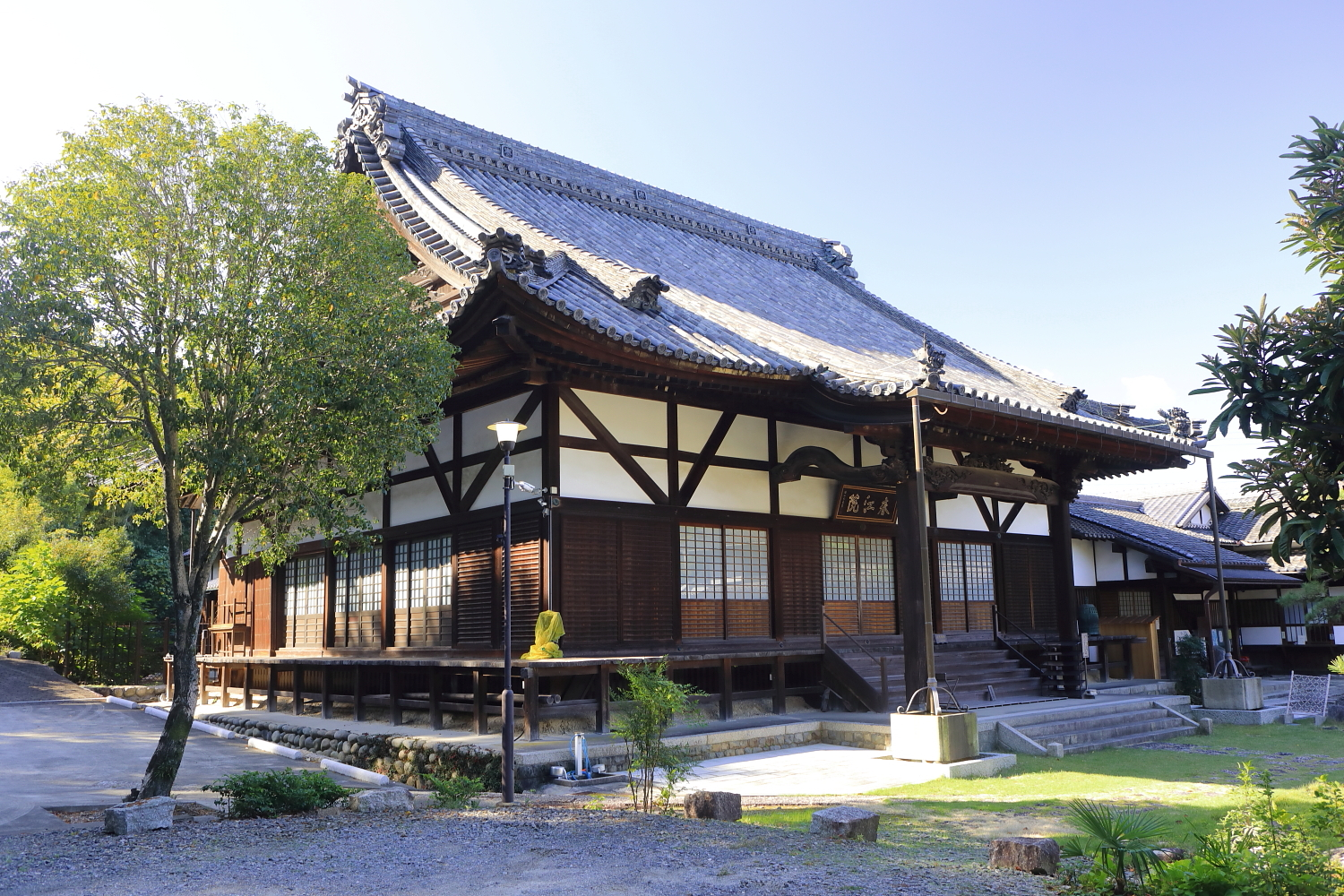
本堂 （2020年（令和2年）11月）
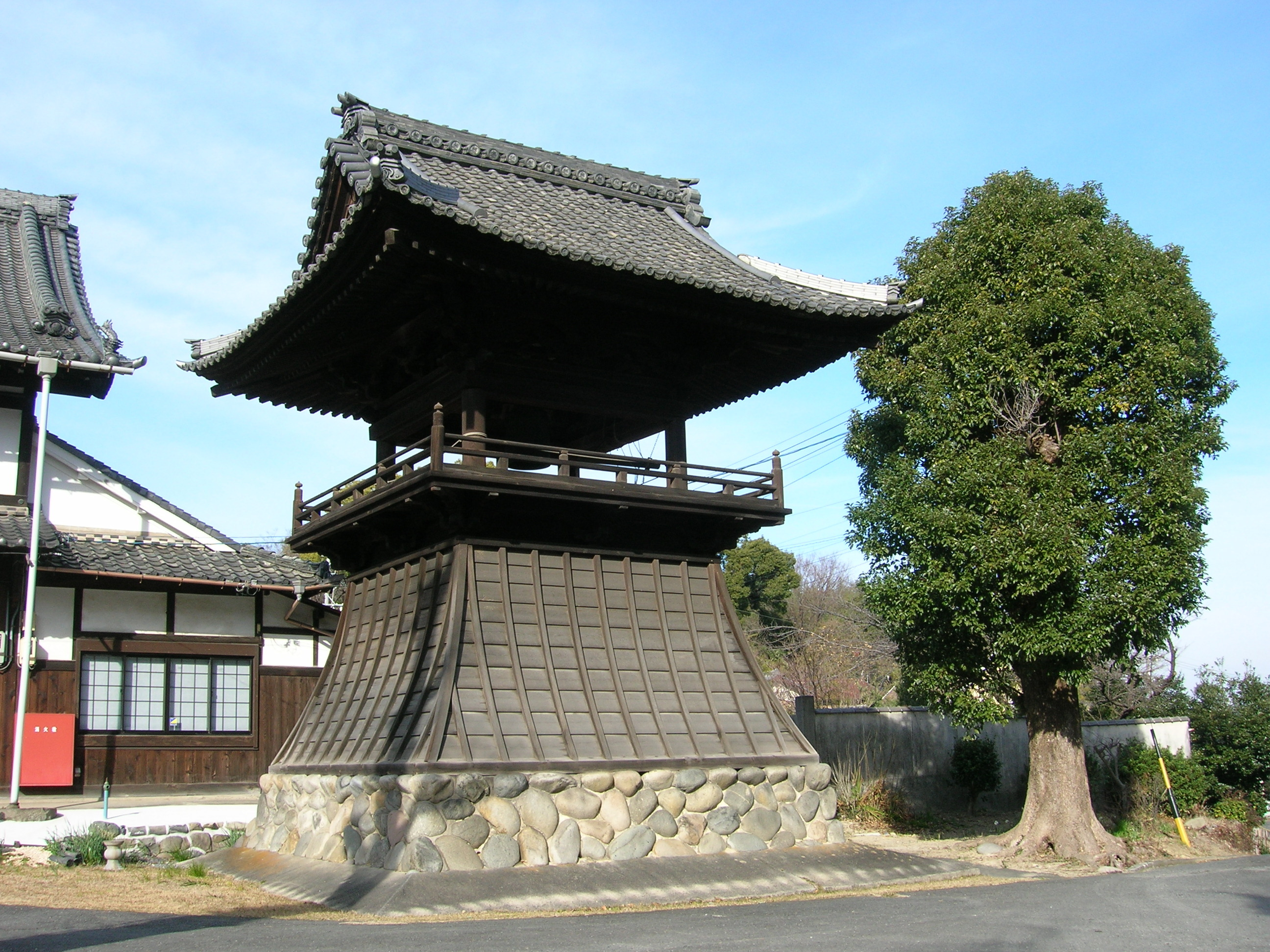
鐘楼 （2016年（平成28年）1月）
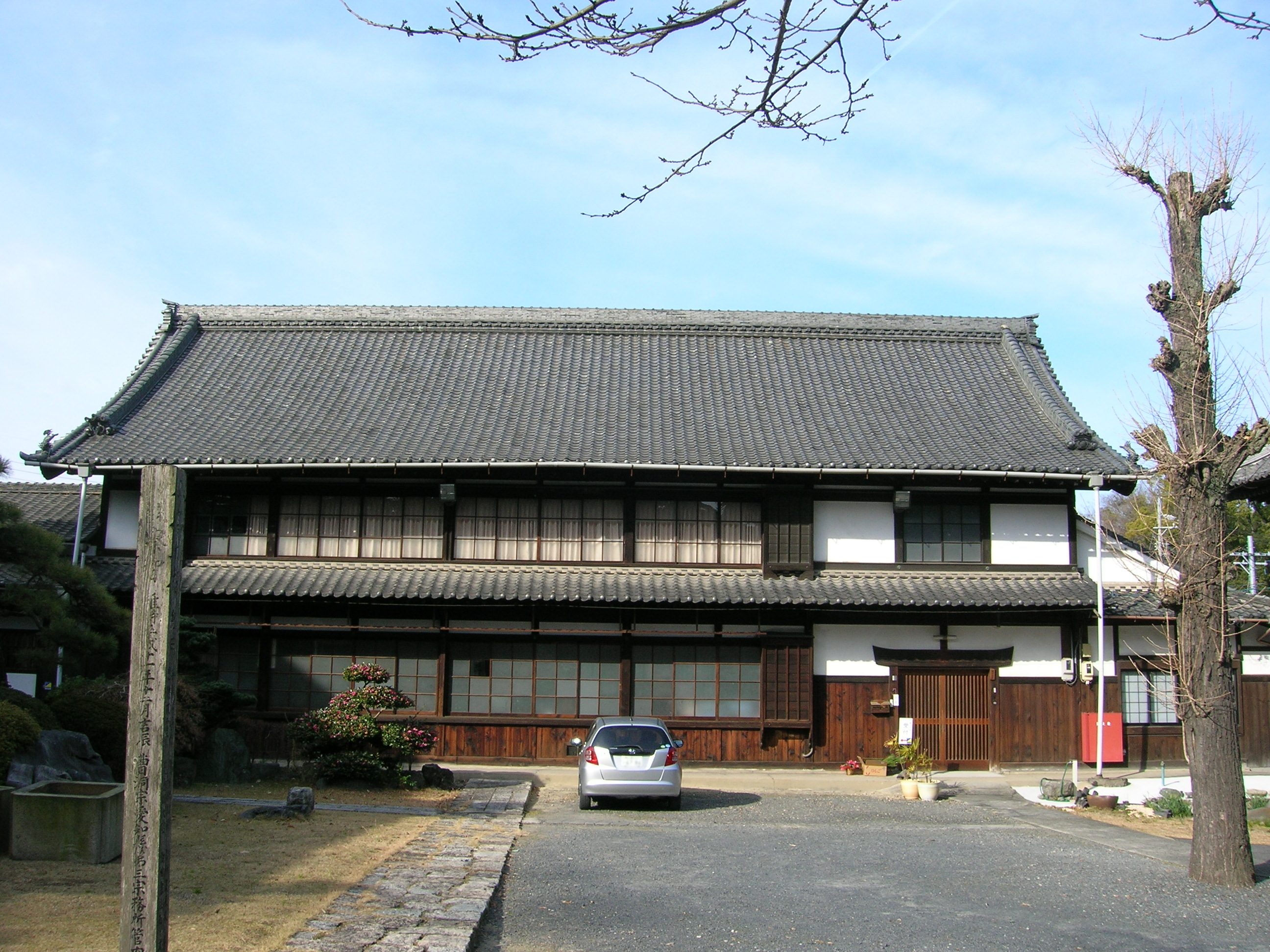
庫裏 （2016年（平成28年）1月）
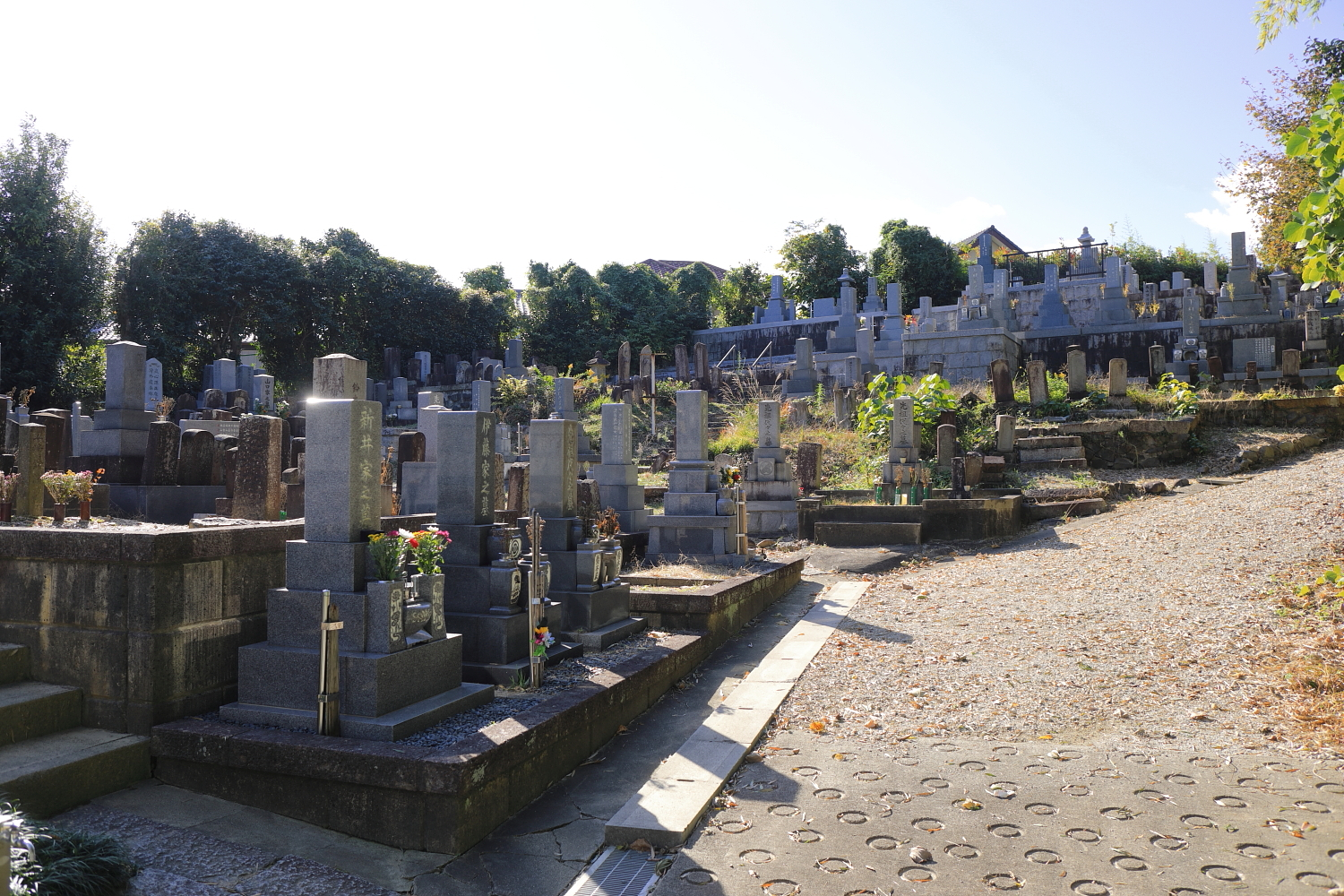
墓地 （2020年（令和2年）11月）

## 末寺
かつての末寺は大高町内に4ヶ所あるが、弥陀寺は無住となっている。
- 孝養山 明忠院[18]（大高町鷲津5）
- 日陽山 東昌寺[18]（大高町西門田15）
- 医王山 薬師寺[18]（大高町高見75）
- 無量山 弥陀寺[18]（大高町字江明24）